# Kurahatti, Nanjangud
Kurahatti là một làng thuộc tehsil Nanjangud, huyện Mysore, bang Karnataka, Ấn Độ.